# Yahoo! Internet Guide
Yahoo! Internet Guide（ヤフー・インターネット・ガイド）は、ソフトバンククリエイティブ社が発行していた、月刊のインターネット専門誌。略称は「YIG」。
2008年2月号（2007年12月29日発売）より紙面を刷新したものの部数が低迷し、2008年5月号（2008年3月29日発売）をもって休刊した。

## 概要
インターネットが一般に普及し始めた1995年の12月16日発売1996年2月号として創刊された老舗のインターネット専門誌である。毎月29日発売で、公称発行部数4万部。休刊時の編集長は喜多正樹。
日本最大の検索・ポータルサイトであり、同じソフトバンクグループに属するYahoo! JAPANとの関係を前面に押し出しており、誌名にYahoo!を含むとともにYahoo! JAPANの提携誌であることを謳っていた。
各年の最も支持されたサイト（ベストサイト）を選ぶWeb of the Yearを、創刊直後の1996年から主催していることでも知られていた。